# شوح أبيض

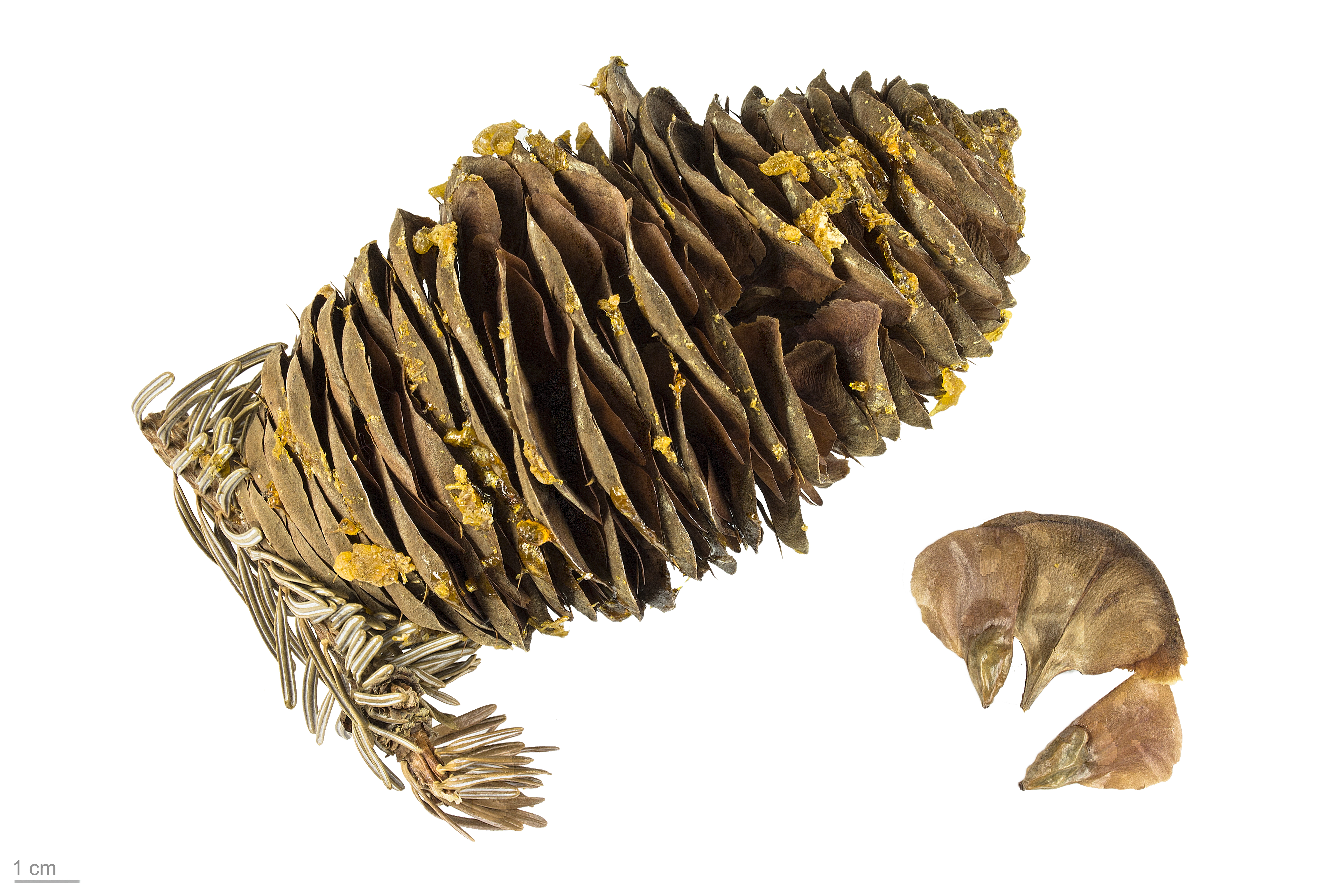
Abies alba

التنوب الشوح الأبيض أو التنوب المشطي  (بالإنجليزية: Abies alba)‏ هو نوع نباتي شجري ينتمي إلى جنس الشوح من الفصيلة الصنوبرية.

## التسميات الشائعة
من أسمائه الشائعة:
- شوح
- فيطس (باليونانية)
- بيطس
- كركر (فارسية)

## الانتشار
موطنه المناطق الجبلية في أوروبا.

## الوصف
شجر يرتفع حتى 50 مترا، جذعه مستقيم وقشرته ملساء. فروعه منظّمة.

له أزهار تبدأ حمراء ثم تصبح خضراء ثم بنيّة، ثم تتشكّل بعد ذلك لتصبح صنوبرات طويلة منتصبة.

## استعمالاته في الطب القديم
استعمل القدماء أبره والراتنج المأخوذ منه لتضميد الأورام وتخفيف القروح، كما استعملوه لتخفيف صعوبات التنفس والسعال، قيل بأنه مهدّأ للكبد وممسك للبول.